# 選戰
《選戰》（英語：The Election；前名《風雲》），是香港電視網絡所製作的政治電視劇，由李心潔、廖啟智、王宗堯、郭鋒及李影領銜主演。此劇為香港電視網絡開台劇。

## 播出時間

### 首播
| 頻道         | 所在地 | 播映日期         | 播出時間            |
| 香港電視網絡 | 香港   | 2014年11月19日   | 21:30－22:30        |
| 香港電視網絡 | 香港   | 2014年11月22日   | 21:00－22:00        |
| 香港電視網絡 | 香港   | 2014年11月29日   | 19:00－19:50        |
| 香港電視網絡 | 香港   | 2014年12月6日    | 19:00－20:00        |
| 香港電視網絡 | 香港   | 2014年12月13日起 | 每週六 19:00－20:15 |

### 重播
| 頻道         | 所在地 | 播映日期         | 播出時間                 |
| 香港電視網絡 | 香港   | 2014年11月23日起 | 每週日 00:30－01:30      |
| 香港電視網絡 | 香港   | 2014年11月23日   | 19:00－21:00 （2集连播） |
| 香港電視網絡 | 香港   | 2014年11月29日起 | 每週六 21:00－22:00      |
| 香港電視網絡 | 香港   | 2014年11月30日起 | 每週日 19:20－20:20      |
| 香港電視網絡 | 香港   | 2014年12月13日   | 19:20－20:20             |

## 創作背景
劇集於2012年年底起構思，期間編導曾構思如《白宮群英》（The West Wing）般以政府內部的權鬥為題材，可惜立法會和政府總部的場面難以用實景拍攝，遂改以行政長官選舉為題材，於2013年年頭起開始創作，直至同年9月、10月，創作完成後，劇集製作隨著HKTV不獲發牌而經歷裁員、停工、流動電視開台失敗等多番波折，總導演黃國強卻未放棄，多番游說HKTV主席王維基，在向王維基承諾不會超支的情況下，最終成功於2014年7月開拍。
導演表示構思是受2012年香港特首選舉啟發，認為是次選舉唐英年及梁振英對壘的過程十分具戲劇性，而以選舉為題材的劇集在華人影視圈亦未曾出現。
角色塑造方面，總導演表示女主角葉晴（李心潔飾）一角的背景、性格參考了曾出版自傳的昂山素姬、蔡英文及朴槿惠，如葉晴的父親遭暗殺等。至於宋漫山（廖啟智飾），總導演及編審黃偉強皆否認有影射成分，並表示此劇不是模仿劇，總導演黃國強則稱觀眾或會聯想起某個人物。

## 故事大綱
《選戰》是一齣社會實況劇，指2022年香港特首選舉中，社會的各階層有其掙扎和爭鬥，人性、權力、利益，糾纏不清。女主角葉晴（李心潔飾）背負丈夫於2017年希望當選特首選舉的使命，秉承無私、追求公平的理念參選特首；可惜，葉晴丈夫在2017年因交通意外而死亡的死因是謊言。而社會現實將她捲入複雜的困局，一方面面對內部競爭，一方面面對對手宋漫山（廖啟智飾）的攻擊。經歷重重阻撓，卻發現敵我難分。角色之間的愛恨交織，人性和私利的糾纏，正是社會現實的縮影。本劇從人與人之間的博奕，將人性的醜惡和光輝推至極端。

## 演員表

### 主要人物
| 演員   | 角色   | 暱稱/關係 |
| 李心潔 | 葉 晴  | 公平連線主席、碼頭工人代表 2022年特首候選人（民自黨） 葉明琛之女 韋文軒之妻 於第1集宣佈參選2022年特首選舉 於第7集加入民自黨 于第8集勝出黨內初選並成功爭取足夠提名票，成為香港史上第一位女特首候選人 2022年特首競選九龍西區、新界西區的總票數均稍高於宋漫山，此兩區加起來之票數稍落後於宋漫山三千多票，雖然新界東票數於此劇中未有公佈，但是兩者的總票數相差2200票。如葉晴要於本選舉中勝出，則新界東票數需比宋漫山高5343票。（第15集） |
| 廖啟智 | 宋漫山 | 2022年特首候選人 振民黨主席 立法會主席 李芷君之夫 曾為工人黨成員及主席，於15年前離開 與張癸龍、岑雪麗、紀文慧互相利用，後與張癸龍反目 第4集以鐵棍謀殺陸偉陶 於第5集宣佈參選2022年特首選舉 于第6集以後經常流鼻血，經秘密檢查後證實患上第三期腦腫瘤，拒絕接受手術，只依賴化療藥物控制病情，出現脫髮及嘔吐副作用 于第7集與江日東自編自導自演入屋襲擊事件 策反何松柏打擊葉晴，但在葉晴以李芷君通姦影片威脅下收回交易 主動向HKMG洩漏李芷君通姦影片，以製造「好丈夫」形象爭取婦女票並以之布局打擊葉晴 於第13集開始產生幻覺， 經常看到陸偉陶出現 於第15集競選論壇中突然病發被逼暫停演講，投票當日在家中倒下 2022年特首競選九龍東區、香港島區的總票數均稍高於葉晴，此兩區加起來之票數勝葉晴三千多票，雖然新界東票數於此劇中未有公佈，但是兩者的總票數相差2200票。（第15集） 角色影射前立法會主席、民建聯創黨主席曾鈺成 |
| 王宗堯 | 張癸龍 | 葉晴之競選團隊主任 前韋文軒之競選團隊 前陸偉陶競選辦政策主任，陸車震醜聞後退出振民黨 於第1集遊說葉晴參選特首並為其擔當競選主任 紀文慧之情夫，發現紀文慧與宋漫山關係後日漸疏遠 與宋漫山、紀文慧互相利用 於第5集被謝美美引誘並誣告強姦 於第13集紀文慧報道張癸龍與葉晴「緋聞」當日即直闖其辦公室當眾羞辱她 於第14集被車輛撞倒，導致第15集視力模糊 於第15集前往台灣尋找宋漫山主診醫生時遇襲生死未卜 |

### 民自黨
| 演員   | 角色   | 暱稱/關係 |
| 郭 鋒  | 何松柏 | 民自黨黨主席 2022年特首選舉民自黨黨內初選候選人，後被擊敗 于第2集勸葉晴放棄參選特首 針對葉晴，于第8集試圖以黑材料逼退 葉晴成為民自黨候選人後拒絕合作 接受宋漫山策反交易，煽動親信集體退黨，但及後宋撤回交易變成進退失據 于第14集想連同核心黨員與葉晴劃清界線， 後來葉晴與他談判後收回 |
| 李鴻   | 阿 徐  | 民自黨常委 立法會議員 何松柏親信 |
| 黃志榮 | 阿 趙  | 民自黨常委 立法會議員 何松柏親信 |
| 陸駿光 | 方啟釗 | 民自黨少壯派之首 新界西立法會議員 李凱婷之夫 鼓勵葉晴加入民自黨並參與特首選舉黨內初選以擊敗何松柏 原2022年特首選舉民自黨黨內初選候選人，被何松柏以黑材料威迫退選 與Kelvin為同性伴侶關係                                                                                               |
| 陳一天 | Kelvin | 民自黨黨員 方啟釗心腹兼同性伴侶 初時為何松柏安插於方啟釗身邊的間諜，但後來戲假情真 於第8集自殺身亡 |
| 關伊彤 | 李凱婷 | Mary 方啟釗之前妻 民自黨婦女黨團召集人 原支持葉晴，于第8集發現方啟釗與Kelvin的關係後，改為支持何松柏 |
| 李芷琪 |        | 民自黨職員 |
| 譚 晴  |        | 民自黨職員 |
| 李雨陽 | 廖國邦 | |
| 李心潔 | 葉 晴  | 2022年特首候選人（民自黨） 於第7集加入民自黨 參見主要人物 |

### 葉晴競選團隊
| 演員   | 角色   | 暱稱/關係                                   |
| 王宗堯 | 張癸龍 | 葉晴之競選團隊主任 參見主要人物             |
| 陳思齊 | Eva    | 葉晴競選團隊之公關主任 前韋文軒之競選團隊   |
| 鮑康兒 | 邵恩甜 | 葉晴競選團隊之化妝師 前韋文軒之競選團隊     |
| 湯俊明 | 陳健佑 | 葉晴競選團隊之副競選經理 前韋文軒之競選團隊 |
| 麥子樂 | Mark   | 葉晴競選團隊之司庫 前韋文軒之競選團隊       |
| 楊鴻俊 | 馮易林 | 葉晴競選團隊之行政主任 前韋文軒之競選團隊   |
| 呂 熙  | Henry  | 葉晴競選團隊之法律顧問 前韋文軒之競選團隊   |

### 振民黨
| 演員   | 角色    | 暱稱/關係 |
| 廖啟智 | 宋漫山  | 2022年特首候選人 振民黨主席 參見主要人物 |
| 曾偉權 | 陸偉陶  | 2022年特首選舉原參選人 參選期間，牽涉桃色醜聞 于第4集被宋漫山杀害後，被其伪裝成自殺墮樓身亡 角色影射前政務司司長、全國政協常委唐英年 |
| 楊英偉 | 江日東  | 振民黨秘書長 宋漫山之助手 與王主任有不尋常關係 極力阻止宋漫山與何松柏合作 于第7集協助宋漫山執行入屋襲擊事件 於第15集代表王主任勸退宋漫山失敗 於第15集被宋漫山捏下體 于第15集叫李婉桂將買票所得的二萬多票投給葉晴，造成葉晴涉嫌買票協助自己當選的案件，打擊葉晴選情 |
| 王宗堯 | 張癸龍  | 前振民黨黨員 曾任陸偉陶競選辦政策主任 於第1集退黨 參見主要人物 |
| 關偉倫 | 關樹森  | 振民黨常委 立法會議員 |
| 莫偉文 | 徐國滔  | 振民黨常委 立法會議員 于第8集被宋漫山要求自首承擔賄選責任 |
| 周子龍 | Jason   | 振民黨黨員 好賭 |
| 呂柏輝 | Michael | 振民黨黨員 好色 |
| 張國洪 | Ray     | 振民黨黨員 好酒 |

### HKMG及旗下媒體
| 演員   | 角色   | 暱稱/關係 |
| 李 影  | 岑雪麗 | HKMG電視台主席 李启豪之母 于第4集協助葉晴解決被工人黨策動之示威 於第6集被宋漫山拉攏 于第15集被張癸龍說服要公正持平地報導新聞                                                                               |
| 何詠雯 | 潘子韻 | 《香港日報》記者，後成為公民網台節目主持 崇拜葉晴 于第8集因堅持跟進振民黨賄選新聞被解僱，後自行於網上揭發事件                                                                                              |
| 陳逸寧 | 紀文慧 | 《太陽時報週刊》高級記者 HKMG新聞頻道主播 張癸龍之性伴侶 與宋漫山、張癸龍互相利用 於第1集受張癸龍指使，偽造韋文軒專訪交予葉晴 於第9集與宋漫山發生關係，後被張癸龍疏遠 於第13集竄改聲帶，以杜撰新聞陷害葉晴 |
| 林景弘 | 老 總  | 太陽時報週刊老總 |

### 律師樓
| 演員   | 角色   | 暱稱/關係 |
| 石 修  | 蘇俊光 | CK 律師 與宋漫山互相敵視 曾協助韋文軒處理法律事務 與李芷君通姦                                                                                                 |
| 龔慈恩 | 李芷君 | 律師 宋漫山之妻 對宋漫山不忠，與蘇俊光通姦 於第13集受宋漫山指使布局自殺陷害葉晴 於第13集要求與宋漫山離婚，但被拒絕（被宋要求維持夫妻關係至其特首任期結束為止） |

### 工人黨
| 演員   | 角色   | 暱稱/關係 |
| 陳曼娜 | 李婉桂 | 工人黨主席 立法會議員 于第4集受宋漫山指使下，煽動被解僱的碼頭工人攻擊葉晴 于第15集協助江日東取得2萬2千票予葉晴，以此冤枉葉晴買票 角色影射前立法會議員、工聯會會務顧問陳婉嫻 |

### 鄉議局
| 演員   | 角色   | 暱稱/關係                                                                                                 |
|        | 鄧 全  | 鄉議局主席 於第7集與宋漫山作政治交易換取鄉議局支持宋選特首 角色影射前新界鄉議局主席、經民聯榮譽主席劉皇發 |
| 黎彼得 | 成志強 | 鄉議局副主席 安排江湖飯局，陷害葉晴 角色影射新界鄉議局當然執行委員、上水鄉事委員會主席侯志強              |

### 先驅同盟
| 演員   | 角色   | 暱稱/關係 |
| 郭卓樺 | 徐錦泉 | 外號癲狗 先驅同盟主席 前立法會議員 因焚燒國旗罪成被判監3個月後被褫奪議員席位 於第12集宣佈支持葉晴競選特首，但在第14集改為發起白票運動 機會主義者，張癸龍認為他只為撈取個人政治利益而靠攏葉晴，不願接受合作 敵視宋漫山，斷然拒絕對方拉攏；但由於葉晴在第13集拒絕先驅同盟加入葉晴競選團隊，所以他在第14集與宋漫山交易，呼籲選民投白票，間接打擊葉晴選情。 角色影射前立法會議員、社民連創黨主席黃毓民 |
| 莊兆麟 |        | 先驅同盟會員 |
| 游 飈  |        | 先驅同盟會員 |

### 其他演員
| 演員   | 角色   | 暱稱/關係 |
| 梁健平 | 郭逸材 | 2012-2022年行政長官 2017年特首選舉參選人 於第1集競逐連任失敗，但對手韋文軒車禍身亡，爭議下連任5年 於第15集約見葉晴收看韋文軒的行車紀錄儀片段，並承認在政治壓力下隱瞞韋文軒發生交通意外的疑點 角色影射前行政長官、全國政協副主席梁振英 |
| 潘燦良 | 韋文軒 | 韋Sir 葉晴之亡夫 2017年特首選舉當選人 前振民黨副主席，後退黨 前行政會議非官守議員 於第1集當選，但車禍身亡 |
| 高俊文 | 岑 生  | 碼頭公司代表 於第1、4集與葉晴單獨會面 |
| 駱應鈞 | 卓天凡 | 香港首富 天凡集團主席 曾受韋文軒之助 暗中出資助葉晴參選 於第7集邀請葉晴擔任天凡慈善基金會董事，間接支持葉晴 角色影射長江集團創辦人李嘉誠                                                                                              |
| 郭穎東 | 李啟豪 | 岑雪麗之子 曾在美國殺人 被美國政府要求引渡 |
| 菁 瑋  | 謝美美 | 發展局副局長李宗齊之妻 於第5集被李宗齊引誘張癸龍並誣告強姦 於第6集向葉晴要求500萬作不控告張癸龍之條件 於第6集離開香港 |
| 詹秉熙 | 李宗齊 | 發展局副局長 曾為妻子謝美美掩藏桃色醜聞 於第6集與宋漫山作政治交易換取振民黨支持D9方案開發新界北 角色影射前發展局局長陳茂波 |
| 黃文標 | 梁日康 | 雞康 地產公司老闆 曾因涉嫌身為三合會成員被捕 於第7集答應協助葉晴爭提委票，實與宋漫山設江湖飯局陷害葉晴 |
| 何婷恩 | 孫綺華 | 葉晴好友 律政司刑事檢控專員 |
| 張潔蓮 |        | 特首新聞辦主任 |
| 謝珊珊 | 謝珊珊 | 于第9集被脅持人質 |
| 陳詩慧 | 陳詩慧 | 歌手 于第9集被脅持人質 |
| 陳綺雯 | Sandy  | 岑雪麗秘書 |
| 胡炯龍 | 李景淳 | 失業人士，前灣仔區高級督察 因接受性招待被判監3年 敵視葉晴 于第9集從高處投擲腐蝕性液體襲擊葉晴宣傳街站，後搶走警察佩槍 脅持謝珊珊等人質要求與葉晴見面 受張癸龍哄騙下                                                                   |
| 魯文傑 | 連志遠 | 前港大教授 2014年收受宋漫山利益撰寫隱瞞污染可能的西北工業城環評報告 妻子在美國治癒血癌出院當日即遇上車禍身亡 於第11集向宋漫山送贈一隻斷指 在宋漫山軟硬兼施下獨力承擔西北工業城環評報告錯誤所有責任                                    |
| 謝月美 |        | 培真中學校長 |
| 鄭家生 | 王 權  | 碼頭工會代表 |
| 侯健民 |        | 碼頭工人 |
| 劉秉賓 |        | 公平連線義工 |
| 趙進銘 |        | 公平連線義工 |
| 王歌慧 |        | 主播 |
| 李安娜 |        | 主播 |
| 羅貫峰 | 羅永賢 | Marco 宋漫山之醫生，於第8集證實宋漫山患癌 于第14集被宋漫山要求離開香港，前往台灣，直至特首選舉完結為止 |
| 王少萍 |        | 記者 |
| 陳仕文 |        | 記者 |
| 梁雪盈 |        | 記者 |
| 劉嘉璧 |        | 記者 |
| 盧希萊 |        | 陸偉陶之妻 |
| 陳佩思 |        | 2017年及2022年特首選舉選舉主任 |
| 姜文杰 | 馮志偉 | 行政長官辦公室人員 |
| 陳少邦 |        | 台灣男子 |

## 音樂
《I'll be there》是《選戰》插曲，由陳詩慧（Eva Chan） 作詞、作曲及主唱。本曲曾經榮登iTunes熱門歌曲榜冠軍位置。 另外一首同旋律歌曲《東角駅》同樣為陳詩慧主唱。

## 劇中對政治制度及香港狀況假設
括號代表現實情況。
- 2014年佔領中環運動失敗告終（2014年12月雨傘運動隨清場失敗告終）
- 2015年立法會通過人大決定特首選舉普選方案（2015年6月政改被否決）
- 2015年歐洲出現金融危機。（見希臘國債危機）
- 2015年通過修改法例，放寬土地使用限制。
- 2019年通過逐步廢除丁權的法案。
- 特首選舉按照人大決定進行。中央於2019年曾經釋法，參選特首需按照基本法，在2400名的提名委員會中取得600張提名票支持。
- 2022年行政長官參選人可以代表其所屬政黨參選。
- 2022年建議最低工資為每小時68港元。（2023年5月的最低工資為每小時40港元）
- 2022年行政長官候選人參選經費上限為2000萬港元。
- 2022年行政長官選舉容許候選人在電視媒體上播出競選廣告。
- 2022年香港共有6間免費電視台及4間收費電視，香港電視已經有新聞節目。（2022年香港共有4間免費電視台及2間收費電視，然而香港電視於2018年3月撤回免費電視牌照申請）
- 振民黨 - 香港最大親建制派政黨，獲商界支持，擁有多名立法會議員及提名委員會委員。（影射民建聯）
- 工人黨 - 香港另一親建制派政黨，振民黨的衛星政黨，但經濟取向較振民黨左傾。（影射工聯會）
- 民自黨 - 香港其中一個民主派政黨，擁有多名立法會議員及提名委員會委員。（影射民主黨）
  - 何松柏自2001年起在無競爭下五度連任黨主席，每次換屆後均有大量黨員被清算。
- 先驅同盟 - 香港其中一個激進民主派政黨，主張暴力激進抗爭路線。（影射人民力量）
- HKMG - 香港最大跨媒體集團，旗下擁有報刊、雜誌及網絡電視等業務。（影射無綫電視）

## 迴響

### 觀眾反應
香港電視網絡選擇在2014年11月19日開台，並率先配合「真普選」潮流，讓網民在其網站上投票至11月10日，從16套劇集中票選產生「開台劇」，網民對此公投非常雀躍。以特首選舉為主題的《選戰》內容貼近時事，大講「真普選」及「公民抗命」。在《選戰》1分鐘預告中，想成為香港第一位女特首的女主角葉晴（李心潔飾）一句「香港人，是值得一人一票，去決定他們心目中的特首」，引起部份香港市民共鳴，表示《選戰》「應景、有噱頭」、「香港終於有政治劇了！」，具備天時地理人和。
此外，《選戰》更有許多經典對白如：「公民抗命竟然被說成是顛覆政府，是因為我們的政府，我們的立法會，被一群『爛人』把持著」、「希望香港人不但擁有一人一票的權利，還可以擁有提名權，可以更民主，去選一個更有代表性的特首」、「要建制派在這場選舉裡面，輸得有多難看就有多難看（2019年區議會選舉，建制派遭遇空前慘敗。）」等，與佔領運動及香港政局互相呼應。所以，《選戰》在網站上投票未截止就遙遙領先高踞榜首。

### 「開台劇」公投結果
香港電視網絡於2014年11月10日早上宣佈此劇以100,250的最高得票，成為香港電視網絡的開台劇，並於2014年11月19日首播。

### 開放式結局
此劇的大結局（第15集）並無交代2022年特首選舉的結果及張癸龍的生死，懷疑留作此劇之續集交代。
2020年，劇集總導演黃國強透露封塵6年的選舉結果，是葉晴險勝。但因為劇集版權在王維基手上，其他事項就沒有透露。2021年3月28日，廖啟智逝世，已不可能原班人馬演出。

### 批評
有網上評論認為劇集不但調子過度沉鬱、缺乏群戲、新人演技幼嫩，而且燈光太暗，令人難以看清。此外，此劇個別橋段更與美國劇集《紙牌屋》相似；也有指劇中角色張癸龍與無綫劇集《巾幗梟雄》角色柴九相似。

## 軼事
- 劇中現任特首郭逸材，實為本劇的編劇之一的名字。
- 劇中出現選委的名字，包括香港電視主席王維基及高層杜惠冰。
- 劇中租用了北京道一號12樓辦公室作為振民黨總部 [14]，TML Tower高層的辦公室作為HKMG電視台，HKMG新聞錄影廠則於2013年9月停播的香港新聞台新聞直播室取景，而民自黨總部則位於葵涌恆亞中心，為香港電視網絡總部。
- Facebook出現了民自黨及其成員，包括葉晴、何松柏及方啟釗的專頁。

## 大結局的安排
此劇於2015年2月21日播出大結局時，點播的5節中錯誤將最後一節放置於第1節的位置，以致劇情不能連貫，令不少網民不滿預先看了結局。

## 記事
- 2013年10月：本劇劇本完成。
- 2014年7月：本劇正式開拍。
- 2014年10月26日：香港電視公佈此劇的宣傳片。[15]
- 2014年10月31日：此劇正式煞科，當晚一眾演員出席煞科宴。
- 2014年11月9日：此劇於港視開台劇公投中以最高票數當選為港視開台劇。
- 2014年11月19日：香港電視正式開台，此劇於21:30在香港電視直播頻道首播，正面對撼無綫電視的萬千星輝賀台慶。
- 2014年11月22日：恢復正常首播時間，逢星期六21:00首播。
- 2014年11月26日：香港電視表示此劇若反應理想，或會開拍第2季。[16]
- 2014年11月29日：改為逢星期六19:00首播，而同集的片尾曲I'll Be there成為全城網民熱話，此曲也一度榮登iTunes熱門歌曲榜冠軍位置。[4]
- 2015年9月21日：香港電視開始將此劇完整版分批上傳至YouTube。（限於汶萊、中國大陸、香港、印尼、柬埔寨、老撾、緬甸、馬來西亞、菲律賓、新加坡、泰國及越南以外觀看）

## 外部連結
- HKTV 開台劇 由你揀：《選戰》
- YouTube上的港視開台劇《選戰》導演專訪
- YouTube上的陳詩慧 - I'll Be There(《選戰》插曲)－HKTV官方上載版本
- YouTube上的陳詩慧 - I'll Be There(《選戰》插曲)－陳詩慧官方上載版本
- YouTube上的陳詩慧 - I'll Be There(張癸龍痴漢版)
- HKTV劇集：選戰 (海外全集播放) - YouTube （页面存档备份，存于）

## 節目變遷
| 香港電視網絡 星期六 19:00－19:50 節目 11月19日（星期三） 21:30－22:30 12月6日 19:00－20:00 12月13至27日 19:00－20:15 2月21日 19:00－20:20 | 香港電視網絡 星期六 19:00－19:50 節目 11月19日（星期三） 21:30－22:30 12月6日 19:00－20:00 12月13至27日 19:00－20:15 2月21日 19:00－20:20 | 香港電視網絡 星期六 19:00－19:50 節目 11月19日（星期三） 21:30－22:30 12月6日 19:00－20:00 12月13至27日 19:00－20:15 2月21日 19:00－20:20 |
| --- | --- | --- |
| | 選戰 （2014年11月19日－2015年2月21日） | |
| 頻道試播 | 週六黃金時段劇集首播時段終止爆Talk 第11-17集 （2015年2月28日－4月11日）                                                                   | |

| 香港電視網絡 星期一至五 08:00－09:00 節目（其他重播時段請參見這裡） | 香港電視網絡 星期一至五 08:00－09:00 節目（其他重播時段請參見這裡）               | 香港電視網絡 星期一至五 08:00－09:00 節目（其他重播時段請參見這裡） |
| ------------------------------------------------------------------- | --------------------------------------------------------------------------------- | ------------------------------------------------------------------- |
|                                                                     | 選戰 （2015年9月4日－9月24日）                                                    |                                                                     |
| 導火新聞線 （2015年8月3日－9月3日）                                 | 警界線（第1集） （2015年9月25日）第二人生（第4至11集） （2015年9月28日－10月7日） |                                                                     |

| 香港電視網絡 星期一至五 08:00－09:00 節目（其他重播時段請參見這裡） | 香港電視網絡 星期一至五 08:00－09:00 節目（其他重播時段請參見這裡） | 香港電視網絡 星期一至五 08:00－09:00 節目（其他重播時段請參見這裡） |
| ------------------------------------------------------------------- | ------------------------------------------------------------------- | ------------------------------------------------------------------- |
|                                                                     | 選戰 （2015年12月2日－12月22日）                                    |                                                                     |
| 開腦儆探 （2015年11月10日－12月1日）                                | 三面形醫 （2015年12月23日－2016年1月15日）                          |                                                                     |